# بیستروگلد
بیستروگلد (به بلغاری: Bistrogled) یک منطقهٔ مسکونی در بلغارستان است که در شهرستان آردینو واقع شده‌است.
 بیستروگلد ۲٫۶۰۲ کیلومتر مربع مساحت و ۳۴ نفر جمعیت دارد.